# آمریکن مگزین
آمریکن مگزین (به انگلیسی: The American Magazine) نشریه‌ای دوره‌ای بود که در ژوئن ۱۹۰۶ در ایالات متحده آمریکا پایه‌گذاری شد. این نشریه در واقع ادامه‌ای بر انتشارات شکست خورده چند سال پیش از آن که مریام لسلی خریداری کرده بود. این مجله تا اوت ۱۹۵۶ منتشر می‌شد.